# Unit Moebius
Unit Moebius was een industriële acid-technoband uit Den Haag. De groep bestond uit Menno van Os, Guy Tavares, Jan Duivenvoorden, Ferenc E. van der Sluijs en was vooral actief tussen 1992 en ongeveer 1999. Vanaf 2007 treedt Jan Duivenvoorden solo weer op als Unit Moebius Anonymous, maar wordt vaak aangekondigd als Unit Moebius.
Unit Moebius maakte harde, rauwe, compromisloze techno met een lo-fi- en low budgetinslag. Vanuit de anti-kapitalistische do it youself-gedachte van de punk- en kraakwereld werden de platen in eigen beheer uitgegeven op het Bunker Records-label, dat later ook andere artiesten ging uitgeven, waaronder Rude 66, Legowelt en Luke Eargoggle.
Unit Moebius trad op op Noorderslag en in radioprogramma's van de VPRO.
Unit Moebius wordt vergeleken met Underground Resistance. Aphex Twin is fan van UM sinds het begin.